# فيل روجرز
فيل روجرز (بالإنجليزية: Phil Rogers) هو سباح أسترالي، ولد في 24 أبريل 1971 في أديلايد في أستراليا.

## روابط خارجية
- فيل روجرز على موقع الاتحاد الدولي للسباحة (الإنجليزية)
- فيل روجرز على موقع أوليمبيديا (الإنجليزية)
- فيل روجرز على موقع اللجنة الأولمبية الأسترالية (الإنجليزية)
- فيل روجرز على موقع اتحاد ألعاب الكومنولث (مؤرشف) (الإنجليزية)